# Partium

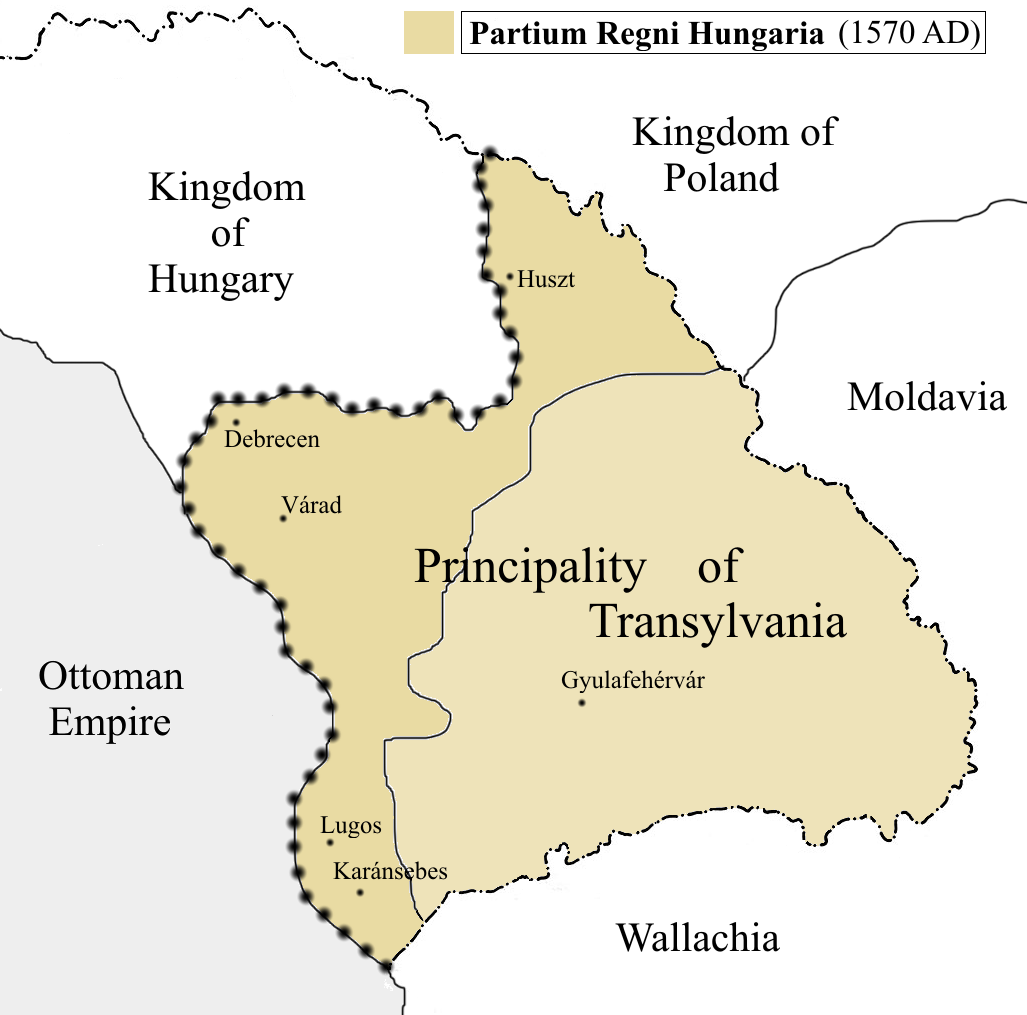
Carte du Partium (beige foncé) en 1570.

Le mot Partium, Párcium ou Részek, en roumain Părțile Ungurești, désigne les régions du royaume de Hongrie historique s'étendant à l'ouest et au nord de la principauté de Transylvanie, et rattachées à celle-ci après la conquête de la Hongrie centrale par les Turcs. Ces régions se situent aujourd'hui en Hongrie orientale, Ukraine subcarpathique et en Roumanie occidentale. Avec l'ancienne principauté de Transylvanie, les deux tiers du Partium forment l'actuelle région de Transylvanie. Le tiers restant s'étend sur les territoires hongrois et ukrainien. La délimitation du Partium remonte à l'expansion de l'Empire ottoman dans le bassin des Carpates, provoquant, après la Bataille de Mohács, une division du royaume de Hongrie entre :
- au centre, la Hongrie ottomane occupée,
- à l'ouest la Hongrie royale dévolue aux Habsbourg,
- à l'est la Principauté de Transylvanie : les historiens hongrois nomment royaume de Hongrie orientale cette principauté élargie au Partium, c'est-à-dire aux parties du royaume hongrois rattachées à elle. La limite entre le Partium et la Transylvanie d'avant son élargissement se situe au Pasul Craiului (de) (hongrois : Király-hágó), considéré par les Hongrois comme la « porte de Transylvanie » (Erdély kapuja), col de 582 mètres d'altitude situé à Bucea aujourd'hui en Roumanie.

## Histoire
Tout commence avec Jean Szapolyai, élu roi de Hongrie avec l'appui de la majorité des grands du pays et de la petite noblesse, par une diète réunie à Székesfehérvár le 10 novembre 1526. Il est couronné le lendemain sous le nom de Jean Ier de Hongrie. Le 20 juin 1527, Ferdinand de Habsbourg lui déclare la guerre. Ferdinand, époux de la sœur de Louis Jagellon, se considère en effet comme l'héritier naturel du trône, du fait de conventions entre les deux familles : il rentre dans Buda le 20 août et remporte une victoire décisive à Tokaj le 27 septembre. Une partie des nobles, dont Peter Perényi, le nouveau voïvode de Transylvanie nommé par Jean Ier, se soumettent alors au Ferdinand de Habsbourg, le frère de Charles de Habsbourg, l'empereur, qui se fait élire roi à son tour lors d'une diète réunie à Pozsony le 25 octobre, puis est couronné roi de Hongrie le 3 novembre.
Ainsi désavoué, Jean Ier Szapolyai doit se réfugier en Transylvanie, dont il se fait élire voïvode par les nobles qui lui sont restés fidèles (tandis qu'il doit combattre les partisans de Ferdinand). Après une nouvelle défaite près de Kassa en 1528, Jean Ier Szapolyai se reconnaît vassal des Turcs qui dès lors lui permettent de reconquérir, en novembre 1528, toute la Transylvanie et une partie de la plaine hongroise appelée depuis lors Partium, d'après l'expression latine (dominus) partium regni Hungariae « (seigneur) de parties du royaume de Hongrie ».
La Transylvanie devient alors l'un des quatre états chrétiens tributaires de la « Sublime Porte » (les trois autres étant la Moldavie, la Valachie et Raguse) tout en évoluant, sous la dynastie Rákóczi, en une puissance régionale qui compte entre les Habsbourg, les Ottomans et la Pologne. Durant la période d'occupation ottomane de la Hongrie centrale, la continuité de l'état hongrois à l'Ouest sous la dynastie des Habsbourg et à l'Est sous la gouvernance de la noblesse hongroise transylvaine, est décrite par les historiens hongrois du XXIe siècle sous les dénominations de « royaume de Hongrie occidentale » (Nyugati Magyar Királyság) plutôt que « Hongrie royale »  (Királyi Magyarország) et de « royaume de Hongrie orientale » (Keleti Magyar Királyság) plutôt que « Principauté de Transylvanie » (Erdélyi Fejedelemség).
En 1664, les Ottomans remportent plusieurs victoires contre leur vassal transylvain indocile, et annexent la plus grande partie du Partium, notamment le Banat et le Körösvidék. Mais ils ne le gardent que 35 ans, car en 1699, par le traité de Karlowitz, ils doivent abandonner toute la Hongrie, qui retrouve dès lors son unité sous le sceptre des Habsbourg. Quant à la Transylvanie, ramenée à ses frontières d'avant 1526, elle devient une douzaine d'années après un grand-duché autrichien sans autonomie réelle, dont les gouverneurs sont nommés à Vienne.
Lors de la dislocation de l'Autriche-Hongrie fin 1918, le Partium est réparti entre trois États frontaliers : le Körösvidék (județe d’Arad et de Bihor) et le Banat (județ de Timiș) à la Roumanie, les comitats d'Hajdú-Bihar, Szabolcs-Szatmár-Bereg et Békés à la Hongrie et la Ruthénie subcarpathique à la Tchécoslovaquie, ce qui sera officialisé en 1920 par le traité de Trianon ; en 1945 la Ruthénie subcarpathique est annexée par l'URSS dont a hérité en 1991 l'Ukraine.